# ExpressCard

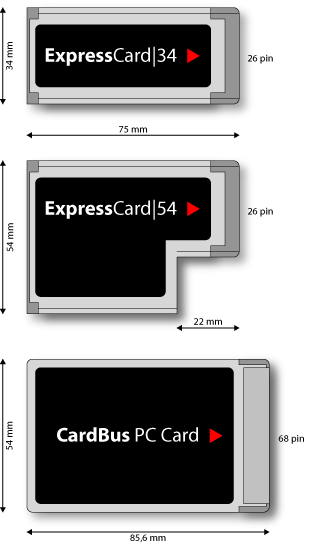
ExpressCard, vergeleken met PC Card

ExpressCard een hardwarestandaard, die door PCMCIA geïntroduceerd is in 2003, ter vervanging van hun PC Card. De ExpressCard-standaard zorgt voor een dunnere, snellere en lichtere modulaire uitbreidingsmogelijkheid voor notebooks. Gebruikers kunnen uitbreidingen aansluiten zoals opslag- en (draadloze) netwerkapparatuur.
Alle ExpressCard slots (sleuven) voorzien in een aansluiting op Universal Serial Bus (USB) 2.0 of PCI Express.